# Líneas de Neumann

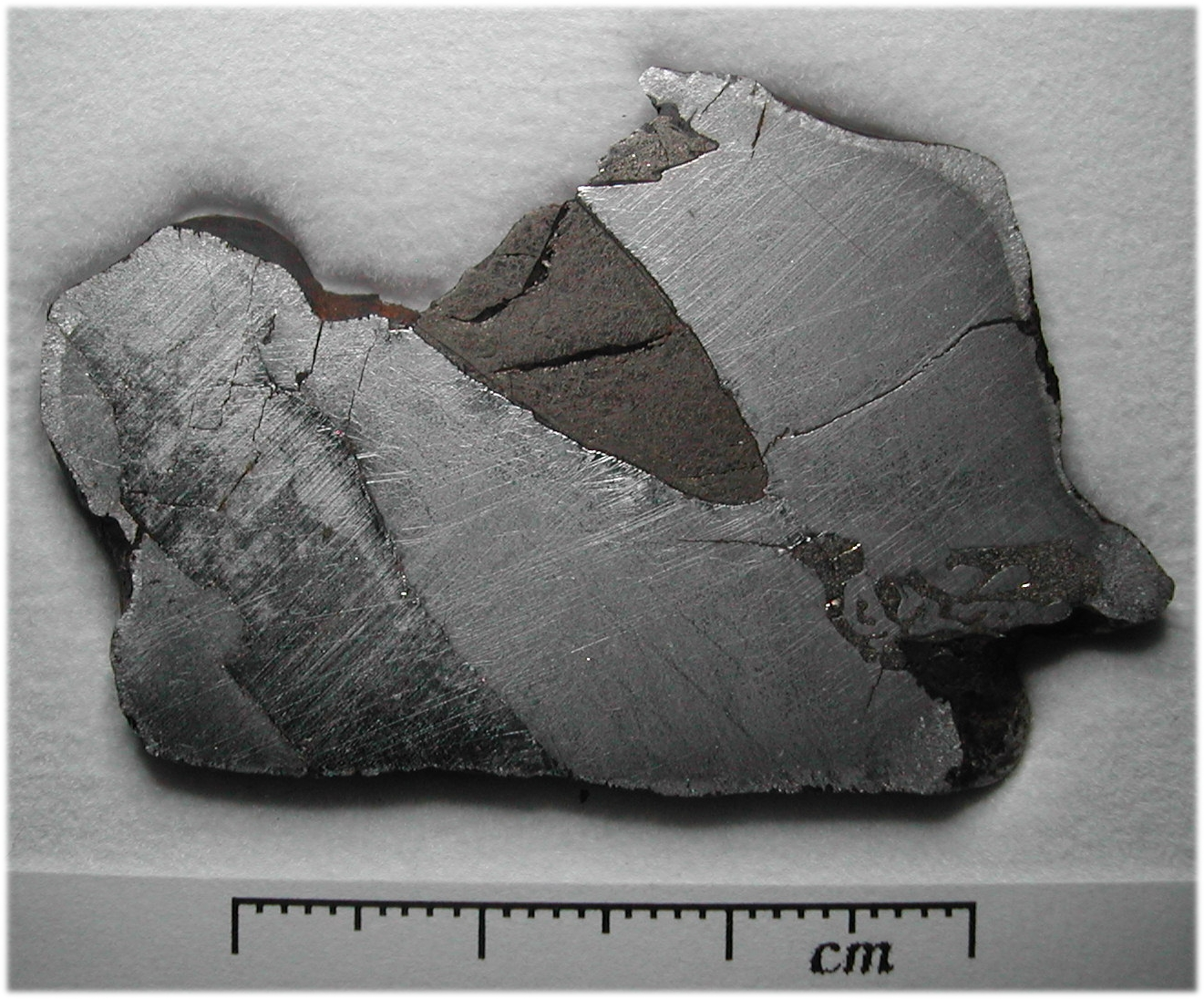
Líneas de Neumann en un meteorito metálico, en la sección pulida.

Las líneas de Neumann, o estructuras de Neumann, son patrones finos de líneas paralelas que se pueden apreciar en las secciones transversales de muchos meteoritos metálicos tipo hexahedrita en la fase de camacita, pero pueden aparecer también en octahedritas en la fase de camacita cuando tienen unos 30 micrómetros de ancho. Es una de las características más utilizadas (entre otras) para verificar la autenticidad del meteorito, ya que estas líneas no se producen en los minerales terrestres de forma natural.
Las líneas de Neumann no se aprecian a simple vista, para poder hacerlo se debe seccionar el meteorito, pulirlo y tratar con ácido dicha sección. Las líneas indican una deformación provocada por el choque del cristal de camacita al caer a la Tierra, y se cree que también es debido a los impactos del cuerpo original (generalmente asteroides) de donde proviene el meteorito.
Las líneas llevan el nombre de Johann G. Neumann, quien las descubrió en 1848 con el meteorito metálico de Braunau, una hexahedrita que cayó en 1847.